# Copelatus suppar
Copelatus suppar är en skalbaggsart som beskrevs av Guignot 1956. Copelatus suppar ingår i släktet Copelatus och familjen dykare. Inga underarter finns listade i Catalogue of Life.